# Демарко, Антонио
Антонио Демарко (исп. Antonio DeMarco; род. 7 января 1986, Лос-Мочис, Синалоа, Мексика) — мексиканский боксёр-профессионал, выступающий в лёгкой весовой категории (англ. Lightweight). Чемпион мира в лёгком весе (по версии WBC, 2011—2012).

## Профессиональная карьера
На профессиональном ринге Демарко дебютировал в июне 2004 года в лёгком весе.
4 февраля 2006 года в плотном бою проиграл по очкам близким решением американцу Энтони Васкесу в 6-раундовом поединке. В октябре 2006 года свёл вничью поединок с американцем Куртисом Миксом.
7 сентября 2007 года вышел на первый десятираундовый поединок, в котором победил американца Ника Кэсала (15-1).
2 мая 2008 года нокаутировал в 5-м раунде непобеждённого мексиканца Хуана Кастандейла (12-0). В следующем бою спорным решением судей победил пуэрториканца Хосе Рейса (23-4).
7 февраля 2009 года досрочно победил боксёра из Кыргызстана Алмазбека Раимкулова (27-1-1).
11 июля 2009 года в элиминаторе WBC, нокаутировал боксёра из Бенина, Анджеса Адайо (25-1). через 3 месяца нокаутировал никарагуанца, Хосе Альфаро (23-4) и завоевал временный титул чемпиона мира по версии WBC в лёгком весе.
6 февраля 2010 года, вышел на бой с непобеждённым нокаутёром Эдвином Валеро (26-0). Антонио не выдержал атаки чемпиона и в перерыве между 9-м и 10-м раундами отказался от продолжения боя. Валеро продлил свою серию нокаутов.
Позже Эдвин Валеро покончил жизнь самоубийством, и титул был объявлен вакантным. В феврале 2011 года в элиминаторе WBC Демарко победил мексиканца Рейса Санчеса (20-3-1). А в октябре 2011 года нокаутировал венесуэльца Хорхе Линареса (31-1) и завоевал вакантный титул WBC в лёгком весе.
В сентябре 2012 года во второй защите титула нокаутировал в первом раунде американца Джона Молину (24-1).
17 ноября 2012 года, Демарко вышел на ринг с бывшим чемпионом мира во втором полулёгком весе Эдриэном Бронером. Бронер нокаутировал Демарко в 8-м раунде и забрал чемпионский пояс.
После поражения от Бронера Демарко провёл три победных поединка в полусредней весовой категории.
В ноябре 2014 года проиграл по очкам Джесси Варгасу.
В 2015 году в весовой категории до 63,5 кг, проиграл по очкам кубинцу, Рансесу Бартелеми.

## Статистика боёв
В таблице перечислены результаты всех поединков боксёров.
В каждой строке указан результат поединка. Дополнительно номер поединка обозначен цветом, который обозначает итог поединка. Расшифровка обозначений и цветов представлена в нижеследующей таблице.
| Пример | Расшифровка                     |
| ------ | ------------------------------- |
|        | Победа                          |
|        | Ничья                           |
|        | Поражение                       |
|        | Планируемый поединок            |
|        | Поединок признан несостоявшимся |
| КО     | Нокаут                          |
| ТКО    | Технический нокаут              |
| PTS    | Решение судей (по очкам)        |
| UD     | Единогласное решение судей      |
| MD     | Решение большинства судей       |
| SD     | Раздельное решение судей        |
| RTD    | Отказ от продолжения боя        |
| DQ     | Дисквалификация                 |
| NC     | Поединок признан несостоявшимся |